# Islamische Universität Imam Muhammad ibn Saud
Die Islamische Universität Imam Muhammad ibn Saud (arabisch جامعة الإمام محمد بن سعود الإسلامية, DMG Ǧāmiʿat al-Imām Muḥammad b. Saʿūd al-Islāmīya), kurz al-Imam-Universität (IMSIU) in Riad, Saudi-Arabien, ist nach dem Stammesführer Muhammad ibn Saud (1710–1765), dem ersten Imam der Saud-Dynastie benannt. Sie geht zurück auf die beiden 1953 gegründeten „Colleges“ für Arabic Studies und Islamisches Recht. 1974 erhielt sie durch ein Dekret von König Faisal ibn Abd al-Aziz den Universitätsstatus.

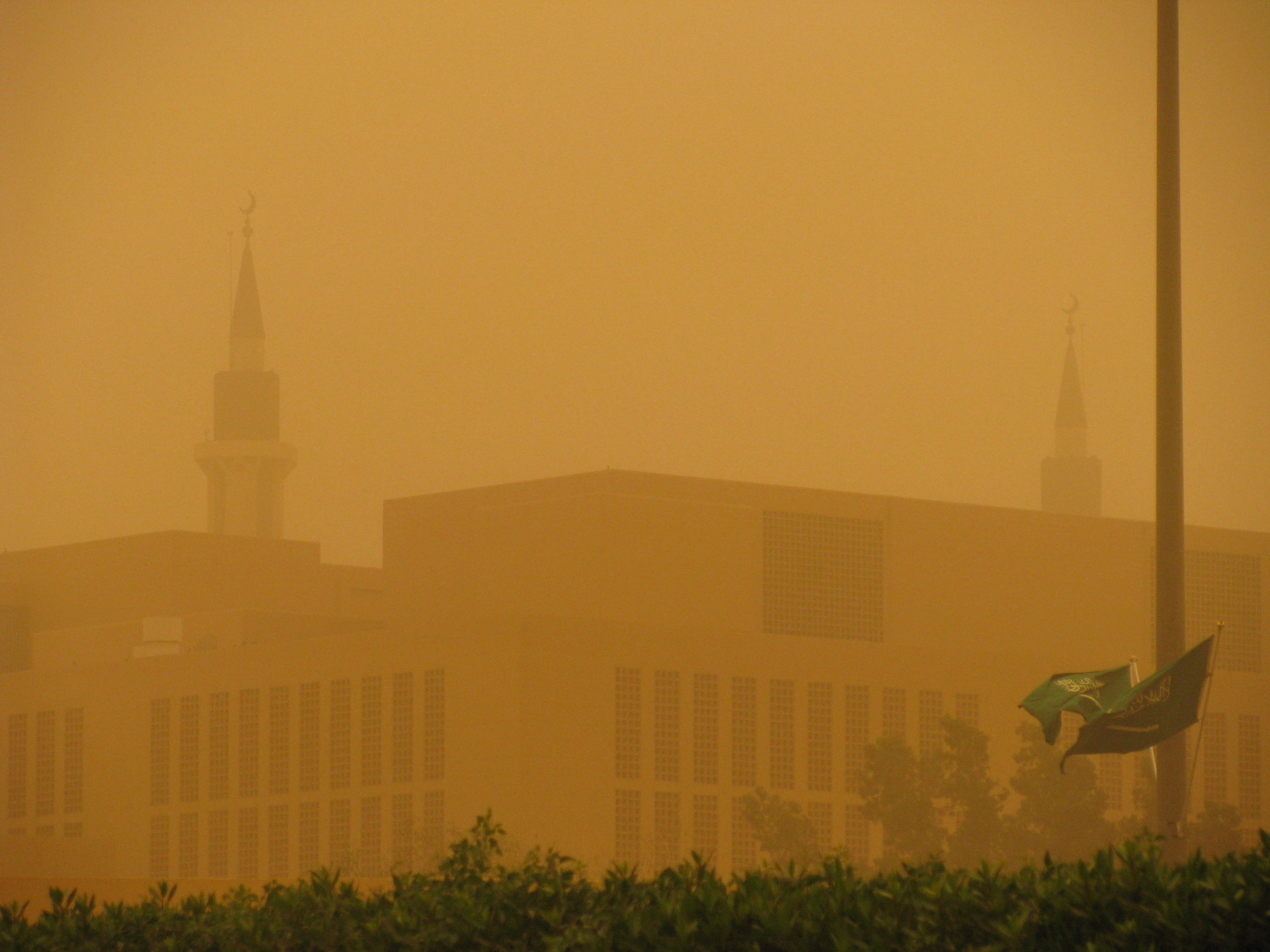
al-Imam-Universität in einem Sandsturm, 2010

Die Universität hat 10 Fakultäten. 2000/2001 hatte sie mehr als 23.000 Studenten und zählte 1300 Mitarbeiter. Inzwischen ist sie beträchtlich angewachsen.
Im Jahr 2013 hatte sie 101.078 Studenten und 3.768 Mitarbeiter.
Sie hat „intermediate and secondary Islamic institutes“ in den wichtigsten Städten Saudi-Arabiens, Ra’s al-Chaima (VAE), den USA, in Indonesien, Malaysia, Dschibuti und Japan. Sie hat ein eigenes Druckhaus. Darüber hinaus verwirklicht die Universität ihre Ziele innerhalb der islamischen Scharia.
Der saudische Blogger Raif Badawi bezeichnete die Universität als „eine Brutstätte für Terroristen“.